# Shawn Roberts
Shawn Roberts (Stratford, Ontario, 2 de abril de 1984) es un actor canadiense.

## Biografía
Empezó a actuar profesionalmente a los 12 años con un papel protagonista en la serie de la CBC Emily of New Moon, producida por Michael Donovan. Tras haber finalizado Roberts ha seguido trabajando tanto en cine como en televisión. 
Interpretó un papel protagonista en la comedia de Chris Columbus I Love You, Beth Cooper. 
En 2007 actuó en la película de terror y ciencia ficción de George A. Romero El diario de los muertos y en el thriller fantástico de James Isaac El poder de la sangre. 
También ha actuado junto a Milla Jovovich, en la saga  Resident Evil desde la cuarta entrega, interpretando el personaje  antagonista Albert Wesker. Se presentó al casting, porque es un fan de la saga de videojuegos y Wesker es su personaje favorito.
Entre sus anteriores películas figuran Doce fuera de casa de Adam Shankman, con Steve Martin; el gran éxito de Bryan Singer X-Men; y la comedia canadiense sobre adolescentes Going the Distance.

## Filmografía
| Año  | Título                              | Personaje               | Notas            |
| ---- | ----------------------------------- | ----------------------- | ---------------- |
| 2017 | Resident Evil: The Final Chapter    | Albert Wesker           |                  |
| 2017 | xXx: Return of Xander Cage          | Jonas                   |                  |
| 2017 | Undercover Angel                    | Henry                   |                  |
| 2017 | Somebody Else                       | Ryan                    |                  |
| 2016 | Ms. Matched                         | Ben Reynolds            |                  |
| 2015 | 40 Below and Falling                | Redford                 |                  |
| 2015 | I Do, I Do, I Do                    | Max Lorenzo             |                  |
| 2014 | Feed the Gods                       | Will                    |                  |
| 2014 | Recetas para el amor                | Dexter Durant           | Película para TV |
| 2014 | The Girl He Met Online              | Andy Collins            | Película para TV |
| 2013 | Her Husband's Betrayall             | Riley Coulter           | Película para TV |
| 2012 | Resident Evil: Retribution          | Albert Wesker           |                  |
| 2012 | Confianza traicionada               | Eric Robinson           | Película para TV |
| 2012 | A Little Bit Zombie                 | Craig                   |                  |
| 2011 | The Riot                            | Ors                     |                  |
| 2011 | The Music Teacher                   | Jace                    | Película para TV |
| 2011 | La venganza de Wyatt Earp           | Wyatt Earp              | Película para TV |
| 2010 | Resident Evil: Afterlife            | Albert Wesker           |                  |
| 2010 | Edge of Darkness                    | Burnham                 |                  |
| 2010 | Reel Love                           | Jay                     | Película para TV |
| 2010 | Percy Jackson y el ladrón del rayo  | Semidiós del campamento |                  |
| 2009 | I Love You, Beth Cooper             | Kevin Michaels          |                  |
| 2009 | Black Rain                          | Jack Webster            | Película para TV |
| 2008 | Jumper                              | Barman                  |                  |
| 2007 | Left for Dead                       | Clark                   |                  |
| 2007 | Betrayals                           | George Watnick          | Película para TV |
| 2007 | Stir of Echoes: The Homecoming      | Luke                    | Película para TV |
| 2007 | Diary of the Dead                   | Tony Ravello            |                  |
| 2006 | El hombre del año                   | Agente de Delacroy      |                  |
| 2006 | Shock to the System                 | Larry Phelps            |                  |
| 2006 | Skinwalkers                         | Adam Kilmer             |                  |
| 2005 | Cheaper by the Dozen 2              | Calvin Murtaugh         |                  |
| 2005 | Land of the Dead                    | Mike                    |                  |
| 2005 | Stone Cold                          | Bob Marino              | Película para TV |
| 2005 | Thralls                             | Jim Larter              |                  |
| 2004 | Siblings                            | Tom Muster              |                  |
| 2004 | Going the Distance                  | Tyler                   |                  |
| 2004 | Zeyda and the Hitman                | Alpha Boy               |                  |
| 2004 | A Home at the End of the World      | Chico del club          |                  |
| 2004 | Taking Lives                        | Recepcionista           |                  |
| 2003 | Detention                           | Corey Washington        |                  |
| 2003 | Word of Honor                       | Joven PFC. Sadowski     | Película para TV |
| 2003 | Fallen Angel                        | Terry a los 18 años     | Película para TV |
| 2003 | Ghost Cat                           | Kurt                    | Película para TV |
| 2002 | Éramos los Mulvaneys                | Zachary Lundt           | Película para TV |
| 2001 | Get Over It                         | Colin                   |                  |
| 2000 | X-Men                               | Novio de Rogue          |                  |
| 1999 | Sea People                          | Peter Warner            | Película para TV |
| 1999 | Jacob Two Two Meets the Hooded Fang | Daniel                  |                  |

## Televisión
| Año  | Título                        | Personaje         | Notas                                                                 |
| ---- | ----------------------------- | ----------------- | --------------------------------------------------------------------- |
| 2017 | Designated Survivor           | Grady Banks       | Serie de TV, episodio "Party Line"                                    |
| 2014 | Motive                        | Kevin Carpenter   | Serie de TV, episodio: "Raw Deal"                                     |
| 2014 | Rogue                         | Cochrane          | Serie de TV, episodio: "You Just Get Used to It"                      |
| 2013 | Cracked                       | Johnny Francos    | Serie de TV, episodio: "Hideaway"                                     |
| 2012 | The Firm                      | Tom Connelly      | Serie de TV, episodio: "Chapter Five"                                 |
| 2012 | The Listener                  | Tyler Ross        | Serie de TV, episodio: "Lockdown"                                     |
| 2011 | Being Erica                   | Milo              | Serie de TV, episodio: "Erica's Adventures in Wonderland"             |
| 2009 | Flashpoint                    | Darren Kovacs     | Serie de TV, episodio: "Behind the Blue Line"                         |
| 2009 | Supernatural                  | Austin            | Serie de TV, episodio: "Good God, Y'All"                              |
| 2009 | Psych                         | Billy             | Serie de TV, "Tuesday the 17th"                                       |
| 2009 | Wild Roses                    | Foster            | Serie de TV, 4 episodios                                              |
| 2007 | Flash Gordon                  | Garus             | Serie de TV, episodios: "Ascension" y "Secrets and Lies"              |
| 2007 | The Virgin of Akron, Ohio     | Owen              | Serie de TV, episodio: "Pilot"                                        |
| 2006 | Falcon Beach                  | Hurst             | Serie de TV, 7 episodios.                                             |
| 2004 | Degrassi: The Next Generation | Dean              | Serie de TV, 5 episodios.                                             |
| 2004 | Wild Card                     | Josh Dickens      | Serie de TV, episodio: "Candy Land"                                   |
| 2003 | Starhunter                    |                   | Serie de TV, episodio: "Rebirth".                                     |
| 2002 | Earth: Final Conflict         | Jeremiah          | Serie de TV, episodio "Atavus High".                                  |
| 2000 | Emily of New Moon             | Teddy Kent        | Serie de TV, 23 episodios.                                            |
| 2000 | Twice in a Lifetime           | Young Buzzy Walsh | Serie de TV, episodio: "Even Steven".                                 |
| 1999 | Animorphs                     | Skater Dude       | Serie de TV, episodios "Changes" (parte 2 y 3).                       |
| 1999 | The Famous Jett Jackson       | Alex              | Serie de TV, episodio: "Popularity".                                  |
| 1999 | Real Kids, Real Adventures    | Andrew Shearman   | Serie de TV, episodio: "Scout's Honor: The Stephanie Shearman Story". |
| 1999 | La Femme Nikita               | Milan             | Serie de TV, episodio: "Imitando a la muerte".                        |
| 1997 | Goosebumps                    | Brian O'Connor    | Serie de TV, episodio: "La escuela perfecta" (parte 1 y 2).           |